# Volo Agni Air 101
Il volo Agni Air 101 era un collegamento di linea tra Katmandu e Lukla, in Nepal. Il 24 agosto 2010, l'aereo che operava il volo precipitò, provocando la morte di tutte le 14 persone a bordo. Venti minuti dopo il decollo, l'equipaggio del volo aveva segnalato un problema tecnico. Il contatto con l'aereo era stato perso poco dopo. L'aereo si era schiantato a 80 km a sud di Katmandu.
L'indagine sull'incidente rivelò che il pilota era stato vittima di un disorientamento spaziale in seguito alla perdita degli strumenti di volo dopo il guasto di entrambi i generatori. La batteria di riserva si era esaurita prematuramente a causa dell'utilizzo da parte dell'equipaggio di una lista di controllo obsoleta.

## L'aereo
Il velivolo coinvolto era un Dornier 228 biturboelica con immatricolazione nepalese 9N-AHE. Costruito dalla Dornier Flugzeugwerke nel 1984, era stato gestito dalla Skyline Airways prima di essere acquistato dalla Agni Air nel 2006.

## L'incidente
Il volo 101 era in viaggio tra l'aeroporto Internazionale Tribhuvan di Katmandu e l'aeroporto Tenzing-Hillary di Lukla, in Nepal. Venti minuti dopo il decollo, l'equipaggio contattò il controllo del traffico aereo segnalando problemi tecnici e chiedendo di tornare a Kathmandu.
I controllori dirottarono poi l'aereo verso l'aeroporto di Simara a Pipara Simara, in Nepal, a causa delle cattive condizioni meteorologiche di Katmandu. I funzionari dichiararono che l'equipaggio del volo, pur avendo segnalato problemi tecnici, non aveva dichiarato un'emergenza né aveva richiesto un'autorizzazione prioritaria all'atterraggio.
Cinque minuti dopo aver segnalato i problemi tecnici, il contatto radar e radio con l'aereo andò perso. L'aereo si era schiantato nella città di Shikharpur, Narayani, a circa 80 km a sud di Katmandu. I testimoni riferirono che non proveniva alcun rumore dai motori prima dello schianto. La forza dell'impatto fece sparpagliare i rottami in un'area con un diametro di circa 100 metri; l'aereo creò un cratere profondo 3 metri.
Le operazioni di soccorso vennero avviate immediatamente dopo che era stato accertato che l'aereo era precipitato, anche se gli sforzi vennero ostacolati dal fatto che il sito dell'incidente si trovava a circa due ore di distanza dal luogo più vicino in cui si trovavano le forze di polizia. Le forti piogge nell'area comportavano inoltre il rischio di inondazioni e frane. Il personale dell'esercito nepalese raggiunse il sito dell'incidente a piedi e venne incaricato di raccogliere i corpi, ma a causa delle condizioni meteorologiche gli elicotteri furono costretti ad atterrare a più di un miglio di distanza. Le autorità annunciarono una ricompensa di 50.000 rupie per chiunque avesse trovato materiale che avrebbe aiutato le autorità a scoprire le cause dell'incidente. Il 2 settembre vennero localizzati sia il registratore di voce della cabina di pilotaggio che il registratore di dati di volo dell'aereo precipitato; entrambi erano integri e vennero poi analizzati dagli investigatori in India.

## Le indagini
Il governo del Nepal formò una commissione di cinque membri per contribuire a determinare le cause dell'incidente; la commissione venne incaricata di presentare un rapporto sull'incidente entro 65 giorni.
Nonostante i rapporti iniziali che indicavano come causa dell'incidente problemi tecnici, la causa venne individuata nel disorientamento spaziale del pilota in seguito alla perdita dell'indicatore di assetto. Volando in condizioni di maltempo, cioè in condizioni meteorologiche strumentali, l'equipaggio di volo avrebbe dovuto fare affidamento solo sugli strumenti. L'avaria dell'indicatore di assetto era stata causata dal guasto di entrambi i generatori e dall'utilizzo da parte dell'equipaggio di una lista di controllo obsoleta. La batteria si era quindi scaricata in meno della metà del tempo di scarica normale.